# Sibérie m'était contéee
Sibérie m'était contéee je album zpěváka Manu Chao ve francouzštině.
V září 2004 spatřila světlo světa kiosková verze alba obsahující pouze 6 písní (1, 2, 3, 4, 12, 23), s nákladem 35 000, která byla distribuována na novinových stáncích a trafikách ve Francii. 1. listopadu vyšlo album na světovém trhu. Album je pomalejší než je u Manuela zvykem a je celé ve francouzštině. Zajímavá je i spolupráce s ilustrátorem Wozniakem, který udává doprovodný designový styl doprovázející celé album (podobně jako při minulém albu Radio Bemba Sound System.

## Seznam písní
1. Le p'tit jardin
2. Petite blonde du bld Brune
3. La valse a Sale Temps
4. Les mille Paillettes
5. Il faut manger
6. Helno est mort
7. J'ai besoin de la lune
8. L'automne est las
9. Si loin de toi je to joue
10. 100.000 remords
11. Trop tot' trop tard
12. Te tromper
13. Madame_Banquise
14. Les rues de l'Hiver
15. Siberie fleuve amour
16. Les petites Planetes
17. Te souviens tu
18. J'ai besoin de la lune
19. Dans mon jardin
20. Merci bonsoir
21. Fou de toi
22. Les yeux turquoise
23. Siberie